# 符腾堡K型蒸汽机车

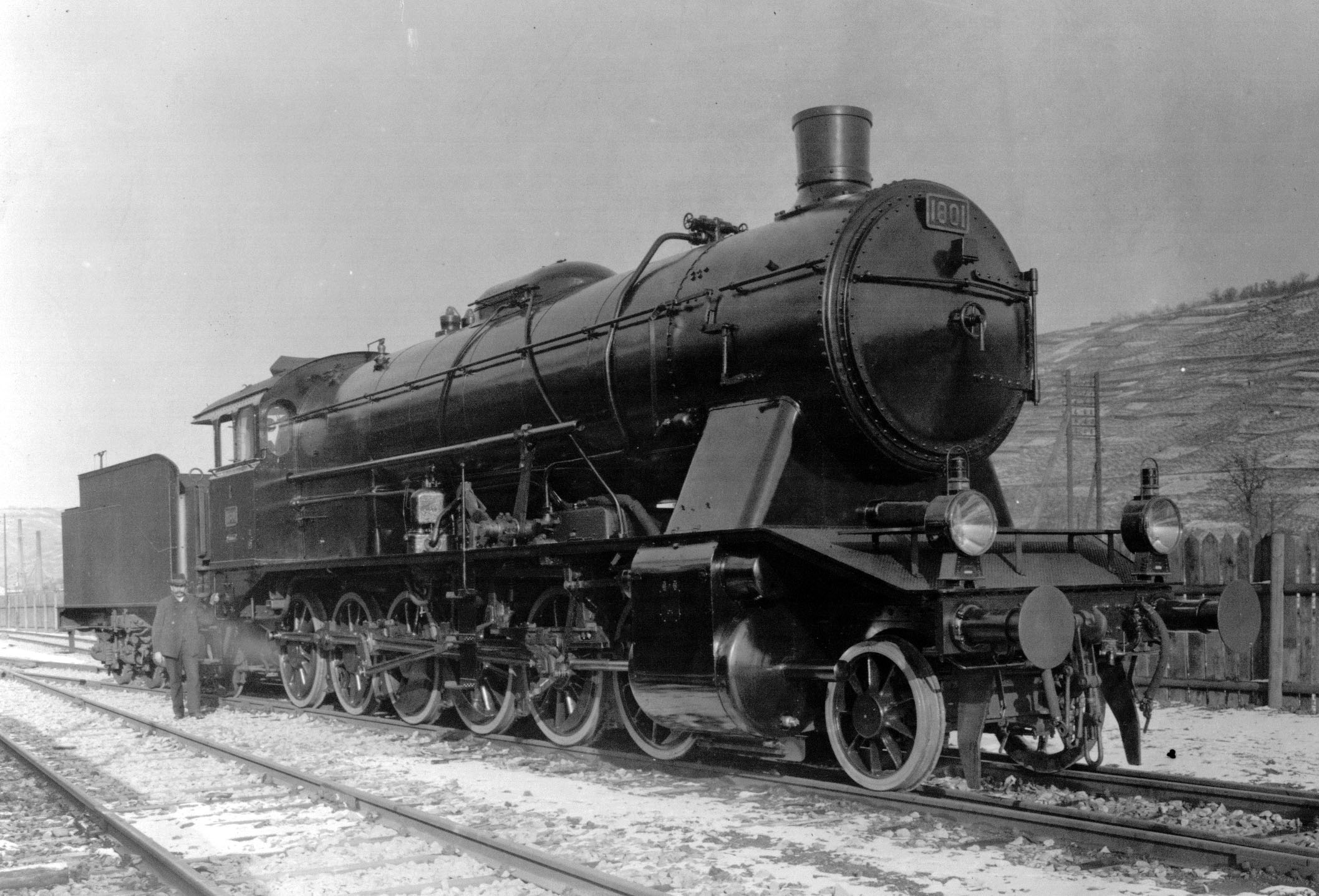
符腾堡K型，注意其行走部

符腾堡K型机车是德国唯一的一种有12个动轮的蒸汽机车，在德国铁路统一后（统一的结果是DRG）改称59型。

## 历史
该型机车于1917－1924年间共制造了44辆，主要用于Geislingen和巴登黑森林铁路。该型机车之所以具有十分独特的6轴设计，是为了将轴重限制到16吨。在后来的运行中，符腾堡K型机车被证明是一种设计成功的机车。这种机车在多山地区的运用颇具经济性，但在平原地区其特点则流于一般。德国铁路合并后，符腾堡K型机车更名为DRG59型。其后，这种机车就没有再生产过。
在 Geislinger 线路电气化之后，59型机车便失去了用武之地，于是被转让给了奥地利，在 Semmering 线路上使用。在二战期间，还有几辆该型机车辗转到了南斯拉夫和匈牙利，余下的机车在德国联邦铁路服役到1953年。
转移到奥地利的30辆59型机车中，多数在二战后被出售，其中两辆卖给了苏联，六辆卖给了匈牙利。其后奥地利铁路仅余4辆59型，编为ÖBB 659型，分别是659.06, 23, 29及 41号。这些机车于1957年退役。